# Сиенгхуанг (аэропорт)
Аэропорт Сиенгхуанг (ИАТА: XKH, ИКАО: VLXK) — аэропорт, обслуживающий город Пхонсаван, Лаос.
Название аэропорта произошло от плато Сиангкхуанг, которое также дало имя провинции Сиангкхуанг. Это основные ворота для туристов, посещающих близлежащую Долину кувшинов.